# Llista de topònims de la Palma d'Ebre
Llista de topònims (noms propis de lloc) del municipi de la Palma d'Ebre, a la Ribera d'Ebre
Informació actualitzada per un bot. Els canvis manuals es perdran quan s'actualitzi!

## cabana
| imatge | Nom                              | Ubicat a        | instància de | Detalls | coordenades                                                          | Protecció | Commons (més fotos) | Dades a WD                    |
| ------ | -------------------------------- | --------------- | ------------ | ------- | -------------------------------------------------------------------- | --------- | ------------------- | ----------------------------- |
|        | era de l'Esquerrer               | la Palma d'Ebre | cabana       |         | 41° 18′ 07″ N, 0° 41′ 29″ E / 41.3020574552777°N,0.691370650405431°E |           |                     | Modifica les dades a Wikidata |
|        | era del Bovero                   | la Palma d'Ebre | cabana       |         | 41° 17′ 33″ N, 0° 39′ 38″ E / 41.2923624883092°N,0.660424531899318°E |           |                     | Modifica les dades a Wikidata |
|        | era del Frare                    | la Palma d'Ebre | cabana       |         | 41° 16′ 37″ N, 0° 37′ 52″ E / 41.2770648428442°N,0.63117090801631°E  |           |                     | Modifica les dades a Wikidata |
|        | era del Martinet                 | la Palma d'Ebre | cabana       |         | 41° 15′ 51″ N, 0° 40′ 14″ E / 41.2641495141054°N,0.670456627166264°E |           |                     | Modifica les dades a Wikidata |
|        | era del Mateu Escolà             | la Palma d'Ebre | cabana       |         | 41° 15′ 21″ N, 0° 37′ 50″ E / 41.2557961058514°N,0.6305554008683°E   |           |                     | Modifica les dades a Wikidata |
|        | era del Monjo de la Ramona       | la Palma d'Ebre | cabana       |         | 41° 16′ 04″ N, 0° 38′ 32″ E / 41.2676824604192°N,0.64226591170947°E  |           |                     | Modifica les dades a Wikidata |
|        | era del Patró                    | la Palma d'Ebre | cabana       |         | 41° 16′ 56″ N, 0° 38′ 25″ E / 41.2821083487683°N,0.640361426311852°E |           |                     | Modifica les dades a Wikidata |
|        | era del Sanxo                    | la Palma d'Ebre | cabana       |         | 41° 17′ 12″ N, 0° 38′ 36″ E / 41.2867097160213°N,0.643383805686495°E |           |                     | Modifica les dades a Wikidata |
|        | era del Víctor                   | la Palma d'Ebre | cabana       |         | 41° 17′ 39″ N, 0° 40′ 01″ E / 41.2941077832858°N,0.666978195986778°E |           |                     | Modifica les dades a Wikidata |
|        | pallissa de l'Aguamaria          | la Palma d'Ebre | cabana       |         | 41° 16′ 52″ N, 0° 39′ 45″ E / 41.2810840699165°N,0.662546944548101°E |           |                     | Modifica les dades a Wikidata |
|        | pallissa del Bon Joan            | la Palma d'Ebre | cabana       |         | 41° 17′ 06″ N, 0° 41′ 56″ E / 41.2850705938556°N,0.699014819862877°E |           |                     | Modifica les dades a Wikidata |
|        | pallissa del Colom               | la Palma d'Ebre | cabana       |         | 41° 17′ 08″ N, 0° 40′ 14″ E / 41.2854683119505°N,0.670438482455471°E |           |                     | Modifica les dades a Wikidata |
|        | pallissa del Frare               | la Palma d'Ebre | cabana       |         | 41° 16′ 50″ N, 0° 39′ 48″ E / 41.280476378941°N,0.663225330905688°E  |           |                     | Modifica les dades a Wikidata |
|        | pallissa del Galceran            | la Palma d'Ebre | cabana       |         | 41° 17′ 08″ N, 0° 40′ 02″ E / 41.2854475565784°N,0.667191333268403°E |           |                     | Modifica les dades a Wikidata |
|        | pallissa del Gori                | la Palma d'Ebre | cabana       |         | 41° 17′ 02″ N, 0° 39′ 28″ E / 41.2838882575211°N,0.657825864406876°E |           |                     | Modifica les dades a Wikidata |
|        | pallissa del Jep                 | la Palma d'Ebre | cabana       |         | 41° 16′ 51″ N, 0° 39′ 36″ E / 41.2809684419667°N,0.659960106094811°E |           |                     | Modifica les dades a Wikidata |
|        | pallissa del Llorenç dels Piteus | la Palma d'Ebre | cabana       |         | 41° 16′ 48″ N, 0° 39′ 44″ E / 41.2800665841448°N,0.662117617342102°E |           |                     | Modifica les dades a Wikidata |
|        | pallissa del Mesildo             | la Palma d'Ebre | cabana       |         | 41° 16′ 17″ N, 0° 38′ 53″ E / 41.2714415770078°N,0.648147437034206°E |           |                     | Modifica les dades a Wikidata |
|        | pallissa del Sant Pere           | la Palma d'Ebre | cabana       |         | 41° 17′ 01″ N, 0° 39′ 26″ E / 41.2835545321471°N,0.657360187568798°E |           |                     | Modifica les dades a Wikidata |
|        | pallissa del Toni                | la Palma d'Ebre | cabana       |         | 41° 17′ 21″ N, 0° 39′ 03″ E / 41.2891110537737°N,0.65070102373497°E  |           |                     | Modifica les dades a Wikidata |
|        | pallissa del Víctor              | la Palma d'Ebre | cabana       |         | 41° 17′ 39″ N, 0° 40′ 01″ E / 41.2942797568265°N,0.667019834725109°E |           |                     | Modifica les dades a Wikidata |

## cova
| imatge | Nom                  | Ubicat a        | instància de | Detalls | coordenades                                                          | Protecció | Commons (més fotos) | Dades a WD                    |
| ------ | -------------------- | --------------- | ------------ | ------- | -------------------------------------------------------------------- | --------- | ------------------- | ----------------------------- |
|        | cova de la Casimira  | la Palma d'Ebre | cova         |         | 41° 15′ 23″ N, 0° 41′ 17″ E / 41.2564351317855°N,0.688097009354392°E |           |                     | Modifica les dades a Wikidata |
|        | cova de la Celestina | la Palma d'Ebre | cova         |         | 41° 15′ 04″ N, 0° 37′ 41″ E / 41.2510227977567°N,0.627947247140863°E |           |                     | Modifica les dades a Wikidata |
|        | cova de la Rata      | la Palma d'Ebre | cova         |         | 41° 14′ 40″ N, 0° 38′ 20″ E / 41.244509686587°N,0.638839322522455°E  |           |                     | Modifica les dades a Wikidata |
|        | cova del Basílio     | la Palma d'Ebre | cova         |         | 41° 16′ 43″ N, 0° 41′ 06″ E / 41.2787163494092°N,0.684874831958775°E |           |                     | Modifica les dades a Wikidata |
|        | cova del Casimiro    | la Palma d'Ebre | cova         |         | 41° 17′ 25″ N, 0° 41′ 00″ E / 41.2903505186739°N,0.683400560369475°E |           |                     | Modifica les dades a Wikidata |
|        | cova del Corb        | la Palma d'Ebre | cova         |         | 41° 15′ 09″ N, 0° 40′ 20″ E / 41.2525582637131°N,0.672265040663533°E |           |                     | Modifica les dades a Wikidata |
|        | cova del Mesildo     | la Palma d'Ebre | cova         |         | 41° 16′ 19″ N, 0° 38′ 57″ E / 41.2719303091598°N,0.649144640360085°E |           |                     | Modifica les dades a Wikidata |
|        | cova del Quicanyo    | la Palma d'Ebre | cova         |         | 41° 14′ 57″ N, 0° 38′ 09″ E / 41.2491972056804°N,0.635961430182908°E |           |                     | Modifica les dades a Wikidata |
|        | cova del Rambla      | la Palma d'Ebre | cova         |         | 41° 15′ 41″ N, 0° 41′ 47″ E / 41.2614015198578°N,0.696360811970913°E |           |                     | Modifica les dades a Wikidata |
|        | cova del Render      | la Palma d'Ebre | cova         |         | 41° 16′ 54″ N, 0° 41′ 00″ E / 41.2817654376672°N,0.683322266032682°E |           |                     | Modifica les dades a Wikidata |
|        | cova dels Panicals   | la Palma d'Ebre | cova         |         | 41° 17′ 41″ N, 0° 41′ 32″ E / 41.2947056252071°N,0.692155488508497°E |           |                     | Modifica les dades a Wikidata |
|        | la Covassa           | la Palma d'Ebre | cova         |         | 41° 17′ 42″ N, 0° 39′ 50″ E / 41.2949917926564°N,0.663937170012651°E |           |                     | Modifica les dades a Wikidata |

## església
| imatge | Nom                        | Ubicat a        | instància de | Detalls                      | coordenades                                                 | Protecció                   | Commons (més fotos)                           | Dades a WD                    |
| ------ | -------------------------- | --------------- | ------------ | ---------------------------- | ----------------------------------------------------------- | --------------------------- | --------------------------------------------- | ----------------------------- |
|        | Mare de Déu de l'Assumpció | la Palma d'Ebre | església     | Estil: arquitectura barroca  | 41° 16′ 58″ N, 0° 39′ 59″ E / 41.28272°N,0.66626°E          | bé cultural d'interès local | Mare de Déu de l'Assumpció de la Palma d'Ebre | Modifica les dades a Wikidata |
|        | església de Santa Maria    | la Palma d'Ebre | església     | Estil: arquitectura romànica | 41° 17′ 00″ N, 0° 39′ 58″ E / 41.28321°N,0.66608°E 343 msnm | bé cultural d'interès local | Santa Maria de la Palma d'Ebre                | Modifica les dades a Wikidata |

## font
| imatge | Nom                 | Ubicat a        | instància de | Detalls                     | coordenades                                                          | Protecció                                  | Commons (més fotos) | Dades a WD                    |
| ------ | ------------------- | --------------- | ------------ | --------------------------- | -------------------------------------------------------------------- | ------------------------------------------ | ------------------- | ----------------------------- |
|        | Font Vella          | la Palma d'Ebre | font         | Estil: arquitectura popular | 41° 16′ 59″ N, 0° 40′ 04″ E / 41.283011°N,0.667906°E                 | bé integrant del patrimoni cultural català |                     | Modifica les dades a Wikidata |
|        | font de l'Annamaria | la Palma d'Ebre | font         |                             | 41° 15′ 57″ N, 0° 38′ 04″ E / 41.2658799085316°N,0.634309019449562°E |                                            |                     | Modifica les dades a Wikidata |
|        | font de l'Àngel     | la Palma d'Ebre | font         |                             | 41° 16′ 18″ N, 0° 40′ 54″ E / 41.271589242835°N,0.68152880340886°E   |                                            |                     | Modifica les dades a Wikidata |
|        | font del Mingo      | la Palma d'Ebre | font         |                             | 41° 16′ 57″ N, 0° 41′ 01″ E / 41.282437701588°N,0.68353269251136°E   |                                            |                     | Modifica les dades a Wikidata |
|        | fonteta del Roc     | la Palma d'Ebre | font         |                             | 41° 16′ 33″ N, 0° 40′ 14″ E / 41.275872538488°N,0.67063214461277°E   |                                            |                     | Modifica les dades a Wikidata |

## masia
| imatge | Nom                        | Ubicat a        | instància de | Detalls | coordenades                                                          | Protecció | Commons (més fotos) | Dades a WD                    |
| ------ | -------------------------- | --------------- | ------------ | ------- | -------------------------------------------------------------------- | --------- | ------------------- | ----------------------------- |
|        | Era de Mingolegua          | la Palma d'Ebre | masia        |         | 41° 17′ 16″ N, 0° 39′ 40″ E / 41.2876480257245°N,0.661118452253663°E |           |                     | Modifica les dades a Wikidata |
|        | Era del Liberato           | la Palma d'Ebre | masia        |         | 41° 17′ 22″ N, 0° 39′ 32″ E / 41.2895457281626°N,0.658769815598871°E |           |                     | Modifica les dades a Wikidata |
|        | Mas de l'Alegre            | la Palma d'Ebre | masia        |         | 41° 15′ 11″ N, 0° 41′ 09″ E / 41.2529229592011°N,0.685881674906831°E |           |                     | Modifica les dades a Wikidata |
|        | Mas de l'Arlequí           | la Palma d'Ebre | masia        |         | 41° 17′ 56″ N, 0° 40′ 43″ E / 41.2987644779919°N,0.678564278533988°E |           |                     | Modifica les dades a Wikidata |
|        | Mas de l'Engràcia          | la Palma d'Ebre | masia        |         | 41° 15′ 43″ N, 0° 37′ 30″ E / 41.2619388037357°N,0.624878314741699°E |           |                     | Modifica les dades a Wikidata |
|        | Mas de l'Havanero          | la Palma d'Ebre | masia        |         | 41° 16′ 49″ N, 0° 39′ 06″ E / 41.2803290555038°N,0.65156538812992°E  |           |                     | Modifica les dades a Wikidata |
|        | Mas de la Llúcia           | la Palma d'Ebre | masia        |         | 41° 14′ 28″ N, 0° 38′ 18″ E / 41.240991147604°N,0.63846076444639°E   |           |                     | Modifica les dades a Wikidata |
|        | Mas de la Marianeta        | la Palma d'Ebre | masia        |         | 41° 14′ 40″ N, 0° 37′ 44″ E / 41.2445684236004°N,0.628992262669913°E |           |                     | Modifica les dades a Wikidata |
|        | Mas de la Pallissa         | la Palma d'Ebre | masia        |         | 41° 17′ 14″ N, 0° 40′ 04″ E / 41.2871901297716°N,0.667845698532716°E |           |                     | Modifica les dades a Wikidata |
|        | Mas del Bepo               | la Palma d'Ebre | masia        |         | 41° 18′ 04″ N, 0° 41′ 00″ E / 41.3012382465226°N,0.683325635872528°E |           |                     | Modifica les dades a Wikidata |
|        | Mas del Bessó              | la Palma d'Ebre | masia        |         | 41° 15′ 57″ N, 0° 39′ 59″ E / 41.2657056421219°N,0.666354594443213°E |           |                     | Modifica les dades a Wikidata |
|        | Mas del Caterino           | la Palma d'Ebre | masia        |         | 41° 16′ 41″ N, 0° 38′ 34″ E / 41.2781324784218°N,0.642809010788143°E |           |                     | Modifica les dades a Wikidata |
|        | Mas del Cavil·la           | la Palma d'Ebre | masia        |         | 41° 17′ 05″ N, 0° 41′ 19″ E / 41.2845922723091°N,0.68863133840502°E  |           |                     | Modifica les dades a Wikidata |
|        | Mas del Colom              | la Palma d'Ebre | masia        |         | 41° 15′ 17″ N, 0° 38′ 33″ E / 41.2547803034201°N,0.642491454156446°E |           |                     | Modifica les dades a Wikidata |
|        | Mas del Conrado            | la Palma d'Ebre | masia        |         | 41° 16′ 08″ N, 0° 41′ 02″ E / 41.2690139889445°N,0.683880755933381°E |           |                     | Modifica les dades a Wikidata |
|        | Mas del Frare              | la Palma d'Ebre | masia        |         | 41° 16′ 37″ N, 0° 37′ 57″ E / 41.276893345157°N,0.63239081981353°E   |           |                     | Modifica les dades a Wikidata |
|        | Mas del Galceran           | la Palma d'Ebre | masia        |         | 41° 16′ 32″ N, 0° 37′ 44″ E / 41.2756372084446°N,0.62876313185695°E  |           |                     | Modifica les dades a Wikidata |
|        | Mas del Liberato           | la Palma d'Ebre | masia        |         | 41° 16′ 56″ N, 0° 38′ 48″ E / 41.2822850562755°N,0.646790802788047°E |           |                     | Modifica les dades a Wikidata |
|        | Mas del Magí               | la Palma d'Ebre | masia        |         | 41° 15′ 12″ N, 0° 40′ 48″ E / 41.2534187666888°N,0.680087660056432°E |           |                     | Modifica les dades a Wikidata |
|        | Mas del Manxon             | la Palma d'Ebre | masia        |         | 41° 17′ 22″ N, 0° 40′ 36″ E / 41.2895213027438°N,0.676671007958006°E |           |                     | Modifica les dades a Wikidata |
|        | Mas del Meliguera          | la Palma d'Ebre | masia        |         | 41° 15′ 03″ N, 0° 40′ 19″ E / 41.2508472976708°N,0.671836492567446°E |           |                     | Modifica les dades a Wikidata |
|        | Mas del Minguet            | la Palma d'Ebre | masia        |         | 41° 15′ 27″ N, 0° 37′ 40″ E / 41.2576308412811°N,0.627803538789386°E |           |                     | Modifica les dades a Wikidata |
|        | Mas del Monjo de la Ramona | la Palma d'Ebre | masia        |         | 41° 16′ 00″ N, 0° 38′ 25″ E / 41.2667841631878°N,0.640185337369217°E |           |                     | Modifica les dades a Wikidata |
|        | Mas del Paquelo            | la Palma d'Ebre | masia        |         | 41° 18′ 07″ N, 0° 41′ 07″ E / 41.3020319957612°N,0.685172708473363°E |           |                     | Modifica les dades a Wikidata |
|        | Mas del Pardell            | la Palma d'Ebre | masia        |         | 41° 16′ 15″ N, 0° 38′ 25″ E / 41.270769084718°N,0.640376033994788°E  |           |                     | Modifica les dades a Wikidata |
|        | Mas del Pom                | la Palma d'Ebre | masia        |         | 41° 15′ 15″ N, 0° 37′ 57″ E / 41.254266414422°N,0.632377093217296°E  |           |                     | Modifica les dades a Wikidata |
|        | Mas del Quelet             | la Palma d'Ebre | masia        |         | 41° 16′ 45″ N, 0° 38′ 01″ E / 41.2792319100315°N,0.633623702096708°E |           |                     | Modifica les dades a Wikidata |
|        | Mas del Regalo             | la Palma d'Ebre | masia        |         | 41° 15′ 16″ N, 0° 38′ 12″ E / 41.254466802001°N,0.63678172762598°E   |           |                     | Modifica les dades a Wikidata |
|        | Mas del Santet             | la Palma d'Ebre | masia        |         | 41° 16′ 30″ N, 0° 39′ 45″ E / 41.2750509658818°N,0.662619031178323°E |           |                     | Modifica les dades a Wikidata |
|        | Mas del Secretari          | la Palma d'Ebre | masia        |         | 41° 16′ 34″ N, 0° 41′ 02″ E / 41.276137465904°N,0.68375557346173°E   |           |                     | Modifica les dades a Wikidata |
|        | Mas del Tejó               | la Palma d'Ebre | masia        |         | 41° 17′ 26″ N, 0° 40′ 05″ E / 41.2904173196653°N,0.667981488081231°E |           |                     | Modifica les dades a Wikidata |
|        | Mas del Trist              | la Palma d'Ebre | masia        |         | 41° 15′ 34″ N, 0° 39′ 05″ E / 41.2593278424647°N,0.651255949531393°E |           |                     | Modifica les dades a Wikidata |
|        | Mas del Víctor             | la Palma d'Ebre | masia        |         | 41° 15′ 45″ N, 0° 39′ 21″ E / 41.2624647864846°N,0.655798749566899°E |           |                     | Modifica les dades a Wikidata |
|        | Mas del Xep                | la Palma d'Ebre | masia        |         | 41° 15′ 31″ N, 0° 37′ 12″ E / 41.2585840578032°N,0.619879459242911°E |           |                     | Modifica les dades a Wikidata |
|        | Mas del Xero               | la Palma d'Ebre | masia        |         | 41° 15′ 47″ N, 0° 39′ 53″ E / 41.2631417017799°N,0.664727040842096°E |           |                     | Modifica les dades a Wikidata |
|        | Maset de l'Espantaguerres  | la Palma d'Ebre | masia        |         | 41° 17′ 17″ N, 0° 41′ 31″ E / 41.2881188688549°N,0.692017551542252°E |           |                     | Modifica les dades a Wikidata |
|        | Molí de Sant Pere          | la Palma d'Ebre | masia        |         | 41° 16′ 58″ N, 0° 39′ 44″ E / 41.2826827270957°N,0.662322705592889°E |           |                     | Modifica les dades a Wikidata |
|        | l'Olla del Poquet          | la Palma d'Ebre | masia        |         | 41° 14′ 54″ N, 0° 38′ 17″ E / 41.2482145279346°N,0.638109177412182°E |           |                     | Modifica les dades a Wikidata |

## muntanya
| imatge | Nom                               | Ubicat a                              | instància de | Detalls | coordenades                                                         | Protecció | Commons (més fotos) | Dades a WD                    |
| ------ | --------------------------------- | ------------------------------------- | ------------ | ------- | ------------------------------------------------------------------- | --------- | ------------------- | ----------------------------- |
|        | Gorraptes                         | la Palma d'Ebre Cabassers             | muntanya     |         | 41° 14′ 40″ N, 0° 40′ 25″ E / 41.2444°N,0.673597°E 464 msnm         |           |                     | Modifica les dades a Wikidata |
|        | Lo Mussol                         | la Palma d'Ebre                       | muntanya     |         | 41° 16′ 17″ N, 0° 39′ 09″ E / 41.27141389°N,0.65257444°E 340.6 msnm |           |                     | Modifica les dades a Wikidata |
|        | Los Pinets                        | la Palma d'Ebre                       | muntanya     |         | 41° 16′ 18″ N, 0° 38′ 15″ E / 41.2718°N,0.637569°E 327.4 msnm       |           |                     | Modifica les dades a Wikidata |
|        | Punta Alta                        | la Palma d'Ebre                       | muntanya     |         | 41° 17′ 44″ N, 0° 40′ 26″ E / 41.29557222°N,0.67376944°E 400.3 msnm |           |                     | Modifica les dades a Wikidata |
|        | Punta de Manyanes                 | Flix la Palma d'Ebre                  | muntanya     |         | 41° 18′ 08″ N, 0° 41′ 39″ E / 41.3022775°N,0.69413611°E 505.5 msnm  |           |                     | Modifica les dades a Wikidata |
|        | Punta de Silvestre                | Flix la Palma d'Ebre                  | muntanya     |         | 41° 17′ 33″ N, 0° 39′ 05″ E / 41.2926°N,0.651448°E 374.5 msnm       |           |                     | Modifica les dades a Wikidata |
|        | Punta de l'Hermano                | la Palma d'Ebre                       | muntanya     |         | 41° 17′ 38″ N, 0° 40′ 40″ E / 41.29382222°N,0.67784444°E 394.7 msnm |           |                     | Modifica les dades a Wikidata |
|        | Punta de la Jaumesa               | la Palma d'Ebre                       | muntanya     |         | 41° 15′ 33″ N, 0° 39′ 26″ E / 41.25908611°N,0.65727222°E 317.1 msnm |           |                     | Modifica les dades a Wikidata |
|        | Punta del Baiona                  | la Palma d'Ebre                       | muntanya     |         | 41° 15′ 20″ N, 0° 40′ 16″ E / 41.25560833°N,0.67097778°E 373 msnm   |           |                     | Modifica les dades a Wikidata |
|        | Punta del Camp de Bovera          | la Bisbal de Montsant la Palma d'Ebre | muntanya     |         | 41° 17′ 48″ N, 0° 42′ 48″ E / 41.2966°N,0.713436°E 507.1 msnm       |           |                     | Modifica les dades a Wikidata |
|        | Punta del Montblanquet de Dalt    | Flix la Palma d'Ebre                  | muntanya     |         | 41° 18′ 14″ N, 0° 41′ 01″ E / 41.3038°N,0.683688°E 450.4 msnm       |           |                     | Modifica les dades a Wikidata |
|        | Punta del Montblanquet de Darrera | la Palma d'Ebre                       | muntanya     |         | 41° 17′ 55″ N, 0° 41′ 02″ E / 41.29874444°N,0.68391056°E 434.8 msnm |           |                     | Modifica les dades a Wikidata |
|        | Punta del Ramonet                 | la Bisbal de Montsant la Palma d'Ebre | muntanya     |         | 41° 16′ 54″ N, 0° 41′ 46″ E / 41.2818°N,0.696108°E 497.6 msnm       |           |                     | Modifica les dades a Wikidata |
|        | Tormo de l'Helena                 | la Palma d'Ebre                       | muntanya     |         | 41° 14′ 59″ N, 0° 41′ 01″ E / 41.24976944°N,0.68349722°E 423.4 msnm |           |                     | Modifica les dades a Wikidata |
|        | Tossal Gros                       | Vinebre la Palma d'Ebre               | muntanya     |         | 41° 14′ 41″ N, 0° 39′ 48″ E / 41.2446°N,0.663464°E 395.8 msnm       |           |                     | Modifica les dades a Wikidata |
|        | el Junquet                        | la Bisbal de Montsant la Palma d'Ebre | muntanya     |         | 41° 16′ 24″ N, 0° 41′ 57″ E / 41.2734°N,0.699172°E 485.8 msnm       |           |                     | Modifica les dades a Wikidata |
|        | la Sella                          | la Bisbal de Montsant la Palma d'Ebre | muntanya     |         | 41° 18′ 06″ N, 0° 42′ 49″ E / 41.3017°N,0.713692°E 501.5 msnm       |           |                     | Modifica les dades a Wikidata |
|        | les Fosses                        | la Bisbal de Montsant la Palma d'Ebre | muntanya     |         | 41° 17′ 05″ N, 0° 42′ 11″ E / 41.2845875°N,0.70299444°E 453.9 msnm  |           |                     | Modifica les dades a Wikidata |

## passatge
| imatge | Nom                       | Ubicat a        | instància de | Detalls                     | coordenades                                          | Protecció                                  | Commons (més fotos) | Dades a WD                    |
| ------ | ------------------------- | --------------- | ------------ | --------------------------- | ---------------------------------------------------- | ------------------------------------------ | ------------------- | ----------------------------- |
|        | Perxe de Ca Peret         | la Palma d'Ebre | passatge     | Estil: arquitectura popular | 41° 17′ 00″ N, 0° 39′ 57″ E / 41.283424°N,0.665853°E | bé integrant del patrimoni cultural català |                     | Modifica les dades a Wikidata |
|        | Perxe del carrer del Racó | la Palma d'Ebre | passatge     | Estil: arquitectura popular | 41° 16′ 57″ N, 0° 39′ 57″ E / 41.28262°N,0.665732°E  | bé integrant del patrimoni cultural català |                     | Modifica les dades a Wikidata |

## Misc
| imatge | Nom                                             | Ubicat a                          | instància de                                   | Detalls                                                                  | coordenades                                                                       | Protecció                                            | Commons (més fotos)               | Dades a WD                    |
| ------ | ----------------------------------------------- | --------------------------------- | ---------------------------------------------- | ------------------------------------------------------------------------ | --------------------------------------------------------------------------------- | ---------------------------------------------------- | --------------------------------- | ----------------------------- |
|        | Barranc de les Valinjoves                       | la Palma d'Ebre                   | curs d'aigua                                   |                                                                          | 41° 16′ 24″ N, 0° 41′ 38″ E / 41.2732°N,0.693819°E                                |                                                      |                                   | Modifica les dades a Wikidata |
|        | Ca Mateu Escolà                                 | la Palma d'Ebre                   | casa                                           | Estil: arquitectura popular                                              | 41° 17′ 00″ N, 0° 39′ 59″ E / 41.28342°N,0.66647°E                                | bé integrant del patrimoni cultural català           |                                   | Modifica les dades a Wikidata |
|        | Comadevacas                                     | la Palma d'Ebre                   | vèrtex geodèsic                                | Alt: 1.2m                                                                | 41° 16′ 31″ N, 0° 37′ 00″ E / 41.275298°N,0.616759°E 349.997 msnm                 |                                                      |                                   | Modifica les dades a Wikidata |
|        | Cooperativa de la Palma d'Ebre                  | la Palma d'Ebre                   | edifici                                        | Estil: arquitectura popular                                              | 41° 16′ 55″ N, 0° 39′ 58″ E / 41.281881°N,0.666165°E                              | bé integrant del patrimoni cultural català           |                                   | Modifica les dades a Wikidata |
|        | Forn d'oli de ginebre del barranc de Sisquelles | la Palma d'Ebre                   | forn d'oli de ginebre                          | Estil: arquitectura popular                                              |                                                                                   | bé integrant del patrimoni cultural català           |                                   | Modifica les dades a Wikidata |
|        | Molí del Poquet                                 | la Palma d'Ebre                   | molí d'aigua                                   |                                                                          | 41° 14′ 46″ N, 0° 38′ 16″ E / 41.2462096342274°N,0.63784727507787°E               |                                                      |                                   | Modifica les dades a Wikidata |
|        | Teuleria de les Planetes                        | la Palma d'Ebre                   | teuleria                                       | Estil: arquitectura popular                                              |                                                                                   | bé integrant del patrimoni cultural català           |                                   | Modifica les dades a Wikidata |
|        | casa consistorial de la Palma d'Ebre            | la Palma d'Ebre                   | casa consistorial                              |                                                                          | 41° 16′ 58″ N, 0° 39′ 57″ E / 41.2829122°N,0.6657186°E                            |                                                      |                                   | Modifica les dades a Wikidata |
|        | castell de la Palma d'Ebre                      | la Palma d'Ebre                   | castell                                        |                                                                          | 41° 16′ 59″ N, 0° 39′ 57″ E / 41.283038°N,0.665911°E ca:Carrer Major, 11 334 msnm | bé d'interès cultural bé cultural d'interès nacional |                                   | Modifica les dades a Wikidata |
|        | la Creu de terme                                | la Palma d'Ebre                   | creu de terme                                  | Estil: arquitectura popular                                              | 41° 17′ 48″ N, 0° 39′ 51″ E / 41.29659°N,0.6643°E                                 | bé integrant del patrimoni cultural català           |                                   | Modifica les dades a Wikidata |
|        | la Palma d'Ebre                                 | la Palma d'Ebre                   | entitat singular de població capital municipal | 335 hab                                                                  | 41° 16′ 58″ N, 0° 39′ 58″ E / 41.28274115°N,0.66623397°E 332 msnm                 |                                                      |                                   | Modifica les dades a Wikidata |
|        | lo Pont                                         | la Palma d'Ebre                   | pont                                           |                                                                          | 41° 17′ 15″ N, 0° 40′ 14″ E / 41.2876225312978°N,0.670517054403749°E              |                                                      |                                   | Modifica les dades a Wikidata |
|        | nucli històric de la Palma d'Ebre               | la Palma d'Ebre                   | centre històric                                | Estil: arquitectura romànica arquitectura popular                        | 41° 16′ 58″ N, 0° 39′ 58″ E / 41.28287°N,0.6661°E 343 msnm                        | bé integrant del patrimoni cultural català           | Nucli històric de la Palma d'Ebre | Modifica les dades a Wikidata |
|        | pi de Cal Pino                                  | la Palma d'Ebre                   | arbre singular                                 | Taxon: pi blanc (Pinus halepensis) Ample: 22m Alt: 13.5m Perímetre: 4.9m | 41° 17′ 15″ N, 0° 40′ 02″ E / 41.28761°N,0.66715°E 357 msnm                       | arbre monumental                                     | Pi de Cal Pino                    | Modifica les dades a Wikidata |
|        | serra dels Gorraptes                            | Cabassers la Palma d'Ebre Vinebre | serra                                          |                                                                          | 41° 14′ 40″ N, 0° 40′ 12″ E / 41.24432222°N,0.67002222°E                          |                                                      |                                   | Modifica les dades a Wikidata |